# Choerophryne burtoni
Espèce
Statut de conservation UICN

 DD  : Données insuffisantes
Choerophryne burtoni est une espèce d'amphibiens de la famille des Microhylidae.

## Répartition
Cette espèce est endémique de la province des Hautes-Terres méridionales en Papouasie-Nouvelle-Guinée,.

## Étymologie
Cette espèce est nommée en l'honneur de Thomas C. Burton.

## Publication originale
- Richards, Dahl & Hiaso, 2007 : Another new species of Choerophryne (Anura: Microhylidae) from Southern Highlands Province, Papua New Guinea. Transactions of the Royal Society of South Australia, vol. 131, p. 135-141 (texte intégral).